# Disophrys calabarica
Disophrys calabarica är en stekelart som först beskrevs av Joseph Kriechbaumer 1894.  Disophrys calabarica ingår i släktet Disophrys och familjen bracksteklar. Inga underarter finns listade i Catalogue of Life.